# UniCubeSat-GG
UniCubeSat-GG è un satellite miniaturizzato costruito dall'Università di Roma “La Sapienza”. È stato inserito in un'orbita terrestre bassa durante il lancio inaugurale del vettore europeo Vega il 13 febbraio 2012 assieme ad altri 8 satelliti: 3 italiani (LARES, ALMASat-1 ed e-st@r), uno romeno (Goliat), uno ungherese (MaSat-1), uno polacco (PW-Sat), uno francese (ROBUSTA) e uno spagnolo (Xatcobeo).
UniCubeSat-GG è un satellite di tipo CubeSat 1U e ha una massa di 1 kg. Il suo scopo è di studiare gli effetti dell'eccentricità orbitale attraverso il gradiente di gravità terrestre.